# Перстач затінковий
Перстач затінковий (Potentilla umbrosa) — вид квіткових рослин родини трояндових (Rosaceae).

## Біоморфологічна характеристика
Це трав'яниста багаторічна рослина 20–40 см. Рослина вкрита крім простих короткими залозистими волосками. Стебла піднімаються й виходять із пазух прикореневих листків. Листочки нижніх і прикореневих листків обернено-яйцюваті, верхні — довгасті, велико-пилчасті. Квітки великі, 25–30 мм у діаметрі.

## Поширення
Зростає у Криму й Туреччині.
В Україні росте на лісових узліссях, у пониженнях, на луговинах, яйлі — у Криму, досить звичайний.